# CBS Sports Network
CBS Sports Network (también conocido como. CBSSN) es una cadena de televisión por suscripción estadounidense operada por CBS Entertainment Group, una unidad de Paramount Skydance Corporation. Cuando inicio transmisiones en 2002 como National College Sports Network (más tarde College Sports Television, también conocida como CSTV), operaba como una marca de medios multiplataforma que también incluía su sitio web principal collegesports.com, y una red de sitios web operados por los departamentos atléticos de 215 universidades.
Después de que CSTV fuera adquirida por CBS en 2006 (de la mano de Viacom, el cual compró la red el año anterior), la cadena cambió de nombre a CBS College Sports Network en 2008. Inicialmente, la red mantuvo su enfoque en los deportes universitarios, pero en febrero de 2011 , el servicio fue rebautizado como CBS Sports Network para volver a posicionarlo como un servicio deportivo convencional. La cadena continúa teniendo un enfoque particular en los deportes universitarios, junto con la cobertura de ligas y eventos más pequeños, transmisiones simultáneas de programas de radio deportivos de la red CBS Sports Radio y WFAN de Entercom (anteriormente propiedad absoluta de CBS), y programación de estudio y análisis.
En mayo de 2015, CBSSN estaba disponible para aproximadamente 61 millones de hogares con televisión de paga (66,1 % de los hogares con televisión por cable) en los Estados Unidos..

## Historia

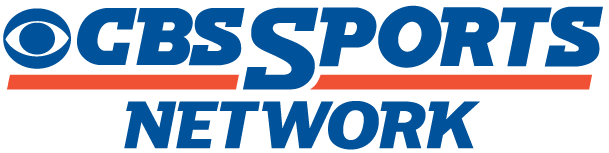
Logo usado desde 2011 hasta 2016

Las raíces del canal comenzaron en 1999 cuando Chris Bevilacqua se acercó a los cofundadores de Classic Sports Network, Brian Bedol y Stephen D. Greenberg (hijo de Hank Greenberg), que en ese momento dirigían Fusient Media Ventures, una empresa de deportes y medios con sede en Nueva York: con la idea de una cadena de televisión por suscripción con temática de deportes universitarios las 24 horas del día. Bajo el liderazgo de Bedol como director ejecutivo, la cadena se llamó originalmente National College Sports Network en junio de 2002, luego pasó a llamarse College Sports Television (CSTV) y se lanzó el 23 de febrero de 2003. Desde su sede y operaciones de estudio en  embarcaderos de Chelsea, Nueva York, CSTV fue el primer canal de televisión por suscripcióno independiente que se distribuyó en todo el país, ya que se transmitió en el proveedor de satélite DirecTV en su lanzamiento.
En noviembre de 2005, Viacom compró College Sports Television por 325 millones de dólares. CBS Corporation (sucesor legal de Viacom) tomó el control de la cadena en enero de 2006. El 3 de enero de 2008, se anunció que CSTV se integraría en CBS Sports, con el vicepresidente ejecutivo y productor ejecutivo de la división de deportes, Tony Petitti, haciéndose cargo de la gestión operativa diaria de CSTV, que sería supervisada por el presidente de CBS News y CBS Sports, Sean McManus. El cofundador de CSTV, Brian Bedol, se convertiría en asesor principal del presidente y director ejecutivo de CBS Corporation, Leslie Moonves (Petitti dejó CBS para asumir el mismo cargo en MLB Network).
En el otoño de 2006, CSTV lanzó más de 100 canales de banda ancha dedicados a los deportes universitarios, los cuales transmitían más de 10.000 eventos en vivo. El servicio de suscripción, llamado CBS College Sports XXL, y su portafolio de canales de banda ancha en su suite All-Access, incluyen cobertura de Notre Dame, el sur de California, Kansas, el estado de Ohio y Carolina del Norte.

### Reorganización de CBS
El 12 de febrero de 2008, CBS Corporation anunció que, como parte de la integración en curso de CSTV en CBS Sports, la cadena pasaría a llamarse CBS College Sports Network el 16 de marzo, coincidiendo con el inicio de la cobertura de CBS del torneo de baloncesto de la NCAA. Los programas de estudio se mudaron de la sede original de Embarcaderos de Chelsea al CBS Broadcast Center en West 57th Street en 2012. Como parte del relanzamiento, la cadena agregó un nuevo programa de noticias, College Sports Tonight. Ese programa se canceló en 2010, sin embargo, otros programas de estudio (incluidos Inside College Football e Inside College Basketball) aún se hacen en la ubicación de Embarcaderos de Chelsea.
El 15 de febrero de 2011, CBS anunció que la red se relanzaría como CBS Sports Network el 4 de abril (coincidiendo con el final del torneo de baloncesto de la NCAA de 2011), para reflejar una expansión a la programación deportiva no universitaria.

## Referencial
1. ↑  «MyDISH». my.dish.com. «CBS Sports Network (CBSSN)».
2. ↑  «The 15 Most Valuable Sports Networks». OutKick (en inglés estadounidense). 7 de mayo de 2015. Consultado el 14 de septiembre de 2022.
3. ↑  Bucholtz, Andrew (10 de septiembre de 2018). «Nielsen coverage estimates for September see gains at ESPN networks, drops at MLBN and NFLN». Awful Announcing (en inglés estadounidense). Consultado el 14 de septiembre de 2022.
4. ↑  Whitford, David (25 de mayo de 2010). «The king of the sports deal». Fortune. Archivado desde el original el 22 de mayo de 2010. Consultado el 2 de junio de 2010.
5. ↑  «CSTV to become CBS College Sports Network». CBS Corporation. Archivado desde el original el 26 de febrero de 2008. Consultado el 14 de septiembre de 2022.
6. ↑  «CBS College Sports Rebrands As CBS Sports Network». Fang's Bites. 15 de febrero de 2011. Archivado desde el original el 10 de julio de 2011. Consultado el 14 de septiembre de 2022.
7. ↑  «CBS College Sports Rebrands After NCAA Championship Game». Archivado desde el original el 7 de abril de 2011.

- Datos: Q5009274